# Brasserie des Franches Montagnes
Pour les articles homonymes, voir BFM.
La Brasserie des Franches Montagnes ou BFM est une brasserie artisanale suisse, située dans la région des Franches-Montagnes à Saignelégier dans le canton du Jura.

## Histoire
En juin 1997, Jérôme Rebetez gagne 50 000 francs suisses lors de l'émission Le rêve de vos 20 ans, une somme qui lui permet de créer La Brasserie des Franches Montagnes. Son ambition est de créer une bière qui explore les saveurs du vin et du whisky, aux antipodes de la bière blonde filtrée typique de la grande distribution. Le fondateur se rebiffe également contre les monopoles opérés par les brasseries multinationales qui bloquent la distribution des bières artisanales et régionales.
En 1998, la brasserie produit entre 10 000 et 12 000 bouteilles par mois.
En 2009, L'Abbaye de Saint Bon-Chien est reconnue meilleure bière élevée en fûts de chêne du monde par Eric Asimov, critique gastronomique du New York Times. La même année, la société passe du statut société individuelle au statut société, et Jérôme Rebetez prend la présidence du conseil d'administration. En 2010, la production est multipliée par 4. En 2011, la production est de 500 000 bouteilles/an.
En 2012, la brasserie ouvre son propre bar. En 2014, la brasserie organise le Saint Bon-Chien World Tour 2014 qui consiste à faire découvrir la bière dans plusieurs capitales du monde.
En 2017, la brasserie annonce un investissement de 7 millions de francs suisses pour agrandir ses unités de production et passer sa productivité de 2000 à 6000 bouteilles/heure.

## Activités

### Description
Créée en 1997 par Jérôme Rebetez, la Brasserie des Franches Montagnes s'est fait connaître par l'utilisation de techniques et d'ingrédients inhabituels. Ainsi, dans la gamme, on peut trouver une bière vieillie en fûts ayant contenu du vin, une bière agrémentée de thé, ou une autre intégrant le poivre de Sarawak. La BFM fait partie d'une nouvelle génération de brasseurs artisanaux suisses qui gagne en importance sur le marché national.
La Brasserie des Franches Montagnes produit régulièrement des bières pour accompagner des événements : « La Plage » est brassée chaque année pour le festival des arts de la rue à La Chaux-de-Fonds, la « Procrastinator Ice Bock » est congelée en extérieur dans la neige des Franches-Montagnes, la « Bière de la St-Nicolas » créée pour le Café Populaire du cafetier fribourgeois José Leal, la « Spike & Jérôme » issue d'une collaboration avec la brasserie Terrapin à Athens (Georgia, USA).
En 2015, la brasserie produit 450 000 litres de bière. La brasserie ne représente que 0,02 % du marché suisse, mais le marché suisse représente lui 80 % des ventes de la brasserie (2016).

### Produits

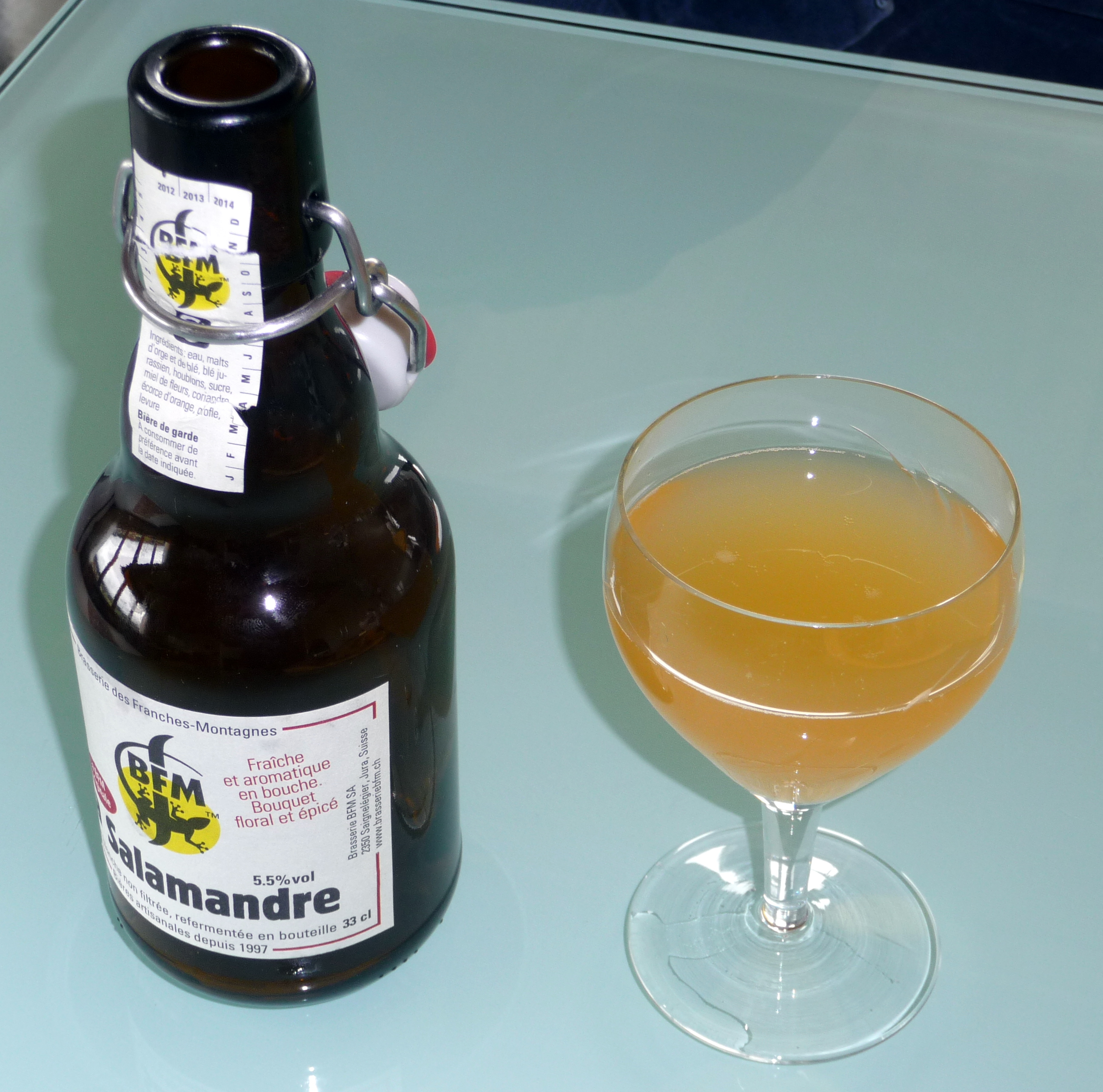
Bouteille et verre de bière « La Salamandre ».

| Nom                     | % d'alcool | Type de bière       | Specs                                                                                       | Prix |
| ----------------------- | ---------- | ------------------- | ------------------------------------------------------------------------------------------- | --- |
| La Brouette             | 5          | ambrée              |                                                                                             | |
| La Meule                | 6          | blonde              | contient de la sauge                                                                        | |
| La Salamandre           | 5,5        | blanche             |                                                                                             | |
| La Torpille             | 7,5        | brune               |                                                                                             | Médaille d’or aux Solothurner Biertage, catégorie « Belgium Style Beer OG » (2006)                                |
| L'Abbaye de St-Bonchien | 11         | « strong sour ale » | mûrie en futs de chênes ayant déjà été utilisés pour la vinification de vins ou eaux de vie | Meilleure bière élevée en fûts de chêne du monde par Eric Asimov, critique gastronomique du New York Times (2009) |
| La Mandragore           | 8          | noire               | à base d'épeautre                                                                           | Médaille d’or aux Solothurner Biertage, catégorie « Obergärige Spezialitäten » (2005)                             |
| La Cuivrée              | 5,2        | pilsner             |                                                                                             | |
| La Dragonne             | 7          | noire               | servie chaude                                                                               | |
| La cuvée Alex le Rouge  | 10,276     | stout               |                                                                                             | Médaille d’argent au Solothurner Biertage, catégorie bières extrêmes (2007)                                       |
| La cuvée du 10e         | 6          | ale ambrée          |                                                                                             | |
| La Tarry suchong        | 6          | ambrée              | contient du thé fumé Lapsong Tary Suchong                                                   | |